# Alla ricerca di Vivian Maier
Alla ricerca di Vivian Maier (Finding Vivian Maier) è un film del 2013 diretto da John Maloof e Charlie Siskel. È un documentario sulla fotografa Vivian Maier. Le opere della Maier erano quasi completamente sconosciute durante la sua vita, e il film documenta come Maloof scoprì i suoi lavori e la sua vita come bambinaia a Chicago attraverso interviste a persone che la conobbero.

## Distribuzione
Il film è stato presentato in anteprima il 9 settembre 2013 al Toronto International Film Festival. In seguito è stato proiettato a numerosi festival, ed è stato distribuito negli Stati Uniti il 28 marzo 2014 dalla Sundance Selects. In Italia è stato distribuito il 17 aprile dalla Giangiacomo Feltrinelli Editore. Il film ha vinto diversi premi, e ha ricevuto una nomination per l'Oscar al miglior documentario ai premi Oscar 2015.

## Riconoscimenti
- 2015 - Premio Oscar
  - Nomination Miglior documentario a John Maloof e Charlie Siskel
- 2015 - British Academy Film Awards
  - Nomination Miglior documentario
- 2015 - Satellite Award
  - Nomination Miglior documentario
- 2015 - Eddie Awards
  - Nomination Miglior montatore per un documentario ad Aaron Wickenden
- 2015 - Central Ohio Film Critics Association Awards
  - Nomination Miglior documentario
- 2015 - Cinema Eye Honors
  - Outstanding Achievement in a Debut Feature Film a John Maloof e Charlie Siskel
  - Nomination Audience Choice Prize a John Maloof e Charlie Siskel
- 2014 - Detroit Film Critics Society Awards
  - Nomination Miglior documentario
- 2014 - Dublin Film Critics' Circle Awards
  - Miglior documentario
- 2014 - Edinburgh International Film Festival
  - Nomination Audience Award a John Maloof e Charlie Siskel
- 2015 - Georgia Film Critics Association Awards
  - Nomination miglior documentario
- 2014 - International Documentary Association Awards
  - Miglior sceneggiatura a John Maloof e Charlie Siskel
  - Nomination Miglior film a John Maloof e Charlie Siskel
- 2014 - Miami International Film Festival
  - Knight Documentary Grand Jury Prize a John Maloof e Charlie Siskel
- 2014 - Palm Springs International Film Festival
  - John Schlesinger Award a John Maloof e Charlie Siskel
  - Nomination Miglior documentario a John Maloof e Charlie Siskel
- 2014 - San Francisco Film Critics Circle Awards
  - Nomination Miglior documentario
- 2014 - Shanghai Television Festival
  - Special Jury Award for Documentary a John Maloof e Charlie Siskel
  - Nomination Miglior documentario a John Maloof e Charlie Siskel
- 2014 - St. Louis Gateway Film Critics Association Awards
  - Nomination Miglior documentario